# Hongkongi influenza
A hongkongi influenza 1968-ban és 1969-ben lefutott pandémia volt, amely mintegy egymillió ember halálát okozta.
A betegséget H3N2 A típusú influenzavírus egy olyan törzse okozta, amely a H2N2 vírusból antigéncsuszamlás útján jött létre, több altípus génjeit ötvözve.
A névadó Hongkongban a vírus mintegy félmillió embert, a teljes lakosság 15 százalékát fertőzött meg.
A pandémiát okozó H2N2 és H3N2 törzsek is tartalmaztak madárinfluenza géneket. Az új altípusok olyan sertésekben jelentek meg, amelyek madárinfluenza és emberi influenza vírusaival egyaránt megfertőződtek és aztán az átalakult vírust átterjedt az emberre. A sertéseket tekintették „közvetítő hordozónak”, mivel szervezetükben végbemehetett a divergens vírusaltípusok géncseréje. De más fajok is vannak, amelyek egyszerre többféle vírussal is megfertőződhetnek, például bizonyos baromfifajok és a madarakról is átterjedhetnek vírusok az emberre.
A hongkongi influenzának voltak azonos belső génjei és neuraminidáza az 1957-es ázsiai influenzával (H2N2). Lehet, hogy a korábbról felhalmozódott antigének a neuraminidáz vagy a belső proteinek ellen mérsékelte a hongkongi influenza áldozatinak számát, de az influenza altípusaival szembeni keresztvédettség még kevéssé ismert terület.
A hongkongi influenza a H3N2 okozta első ismert járvány volt, bár van rá szerológiai bizonyíték, hogy már a 19. század végén lehettek H3N2 fertőzések.
A járvány a feljegyzések szerint 1968. július 13-án tört ki egy sűrűn lakott (500 fő/acre, kb. 1235 fő/hektár) nagyvárosi környéken. Ez a kitörés két hét alatt érte el a maximum intenzitást és hat hétig tombolt. A vírust a hongkongi Queen Mary kórházban izolálták. Az influenzatünetek 4-5 napig tartottak.
Júliusban Vietnámban és Szingapúrban is kitört a járvany. Szeptemberre elérte Indiát, a Fülöp-szigeteket, Ausztrália északi részét és Európát. Ugyanebben a hónapban a vietnámi háborúból hazatérő amerikai katonák Kaliforniába is elvitték. Japánt, Afrikát és Dél-Amerikát 1969-re érte el a járvány.